# Institute For Figuring
L'Institute For Figuring (IFF, litt. Institut pour  la représentation) est une organisation basée à Los Angeles ayant pour objectif de sensibiliser le public aux dimensions esthétiques et poétiques de la  science, des mathématiques et de la technologie. Fondé par Margaret et Christine Wertheim, l'Institut organise des expositions et des conférences, publie des livres et maintient à jour un site web,

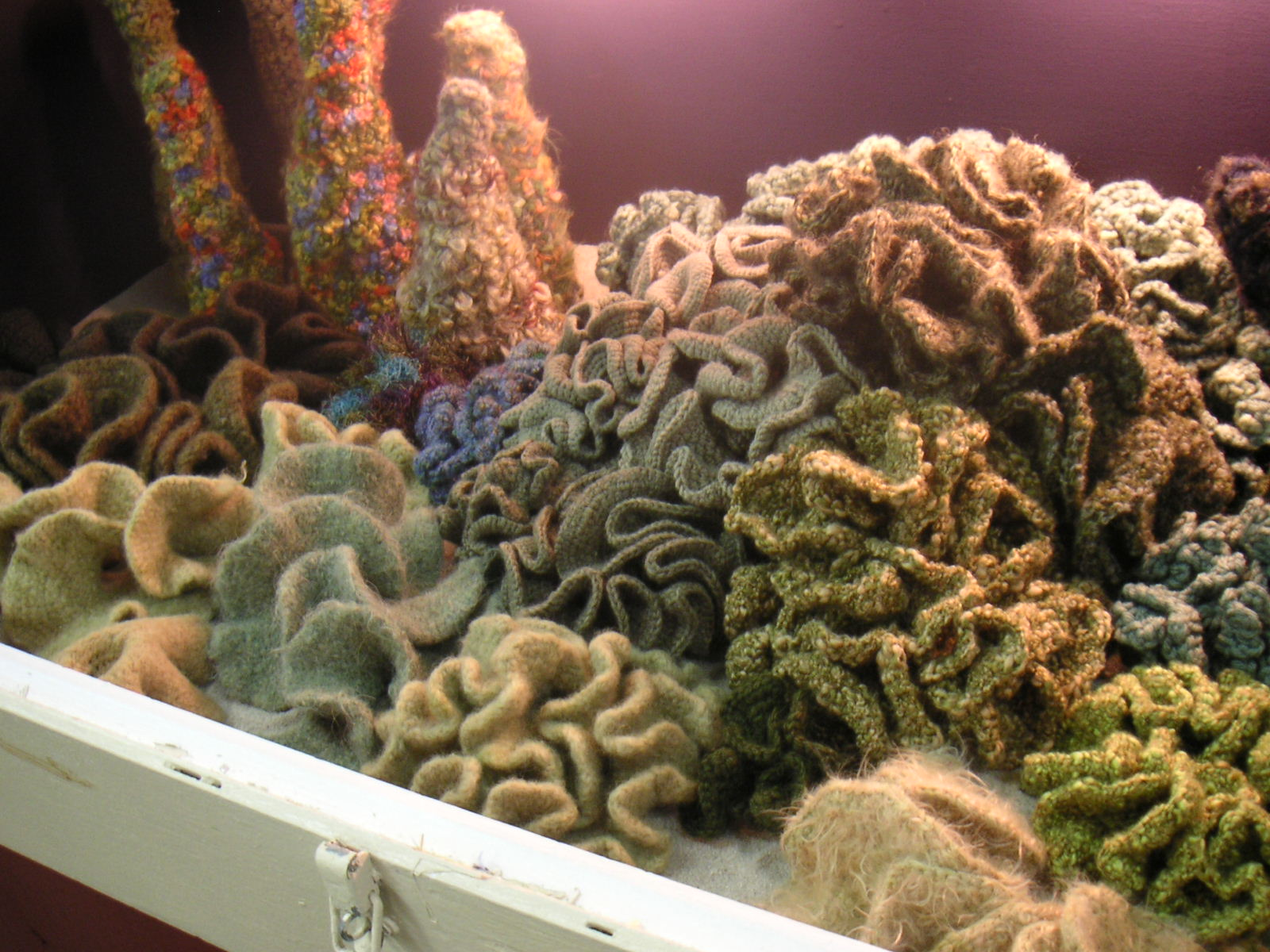
La collection de plans hyperboliques en crochet présentée par l'IFF, imitant un récif corallien.

## Publications
- Robert Kaplan, The Figure That Stands Behind Figures: Mosaics of the Mind (2004)
- Margaret Wertheim, A Field Guide to Hyperbolic Space (2005)
- Margaret Wertheim, A Field Guide to the Business Card Menger Sponge (2006)
- Margaret Wertheim et Christine Wertheim, Crochet Coral Reef: A Project (2015)